# Заболотовка (Воронежская область)
Заболотовка — посёлок в Ольховатском районе Воронежской области России.
Входит в состав городского поселения Ольховатка.

## География

### Улицы
| - ул. 1 Мая - ул. 8 Марта - ул. Базарная - ул. Верная - ул. Восточная - ул. Гоголя - ул. Заречная - ул. Звездная - ул. Зелёная - ул. Кооперативная - ул. Короленко - ул. Котовского - ул. Крайняя | - ул. Маяковского - ул. Механизаторная - ул. Новаторов - ул. Первомайская - ул. Рябиновая - ул. Северная - ул. Тельмана - ул. Тенистая - ул. Тимошенко - ул. Хмельницкого - ул. Центральная - ул. Щорса |

## Население
| 2002 | 2010  |
| ---- | ----- |
| 3354 | ↘3156 |

## Инфраструктура
В посёлке работает МБОУ ДОД Ольховатская детско-юношеская спортивная школа.